# チュティ・ガトゥ
- チュティ・ガトゥ[1]
- チューティ・ガトワ[2]
- シューティ・ガトワ[3]
- ンクーティ・ガトワ[4][5]

チュティ・ガトゥ（Ncuti Gatwa、1992年10月15日 - ）は、ルワンダ生まれスコットランド出身の、イギリスの俳優。25歳頃までホームレスを経験した後、Netflixオリジナルドラマ『セックス・エデュケーション』で主人公の親友エリック役を演じ、英国アカデミー賞にノミネートされた。2023年からは新ドクター役としてBBC『ドクター・フー』に出演する。

## 生い立ち
ガトゥは1992年10月15日にルワンダのキガリNyarugenge地区（英語）で生まれた。父 Tharcisse Gatwa は神学の博士号を取得したジャーナリストであった。1994年（2歳時）にツチに対するルワンダ虐殺が起こると、一家は祖国を脱出してスコットランドへ移住した。彼らはエディンバラとダンファームリンに居住し、ガトゥはBoroughmuir High School（英語） とDunfermline High School（英語）に通った後、王立スコットランド音楽院（グラスゴー）に進み、2013年に演技学で学士号（BA）を取得して卒業した。卒業後、舞台人として活動を続け、同学から2022年度の卒業式で名誉博士号を贈られている。
2020年にホームレスの社会的自立を支援する雑誌『ビッグイシュー』に寄稿した内容によると、ガトゥは大学卒業後にロンドンに出て舞台俳優を志し、派遣社員として働いた。『セックス・エデュケーション』のオーディションに合格するまでホームレス生活を送っていた。友人とベッドを共有して暮らすという、25歳にして定職につかず生活費に苦しむ状況は、人生観の転換に寄与したという。

## キャリア
卒業後、ガトゥはダンディー・レップシアターの作品に出演した。彼はダンディーで設営・撮影された2014年のシチュエーション・コメディ Bob Servant でも端役を務めた。
2015年、彼は2012年の小説 "Stonemouth" のミニシリーズ版で脇役として出演した。同年、彼は多数の死者を出したノルマンディー上陸作戦の予行演習を描いたマイケル・モーパーゴの "The Amazing Story of Adolphus Tips" を原作とする Kneehigh Theatre の946にも参加した。ガトゥは2016年にシェイクスピアズ・グローブにてエマ・ライスが監督した『夏の夜の夢』の舞台でデメトリウスを演じた。
2018年、ガトゥはNetflixのコメディドラマシリーズ『セックス・エデュケーション』にエリック役で出演した。エリックの演技のためガトゥは視聴者・批評家から賞賛を受けた。特に評価された点としては、彼のキャラクターがゲイや黒人の親友でサイドキックという固定的なものでなかった点が挙げられる。彼はこの役で数々の賞賛を得ており、2020年にはBAFTA Scotland Awardで最優秀テレビ男優賞を受賞し、英国アカデミー賞では2020年から2022年にかけてそれぞれ最優秀男性コメディ演技賞にノミネートされた。2022年4月には、マーゴット・ロビー主演の映画『バービー』への出演が報じられた。

### ドクター・フー
2022年5月8日、ガトゥはジョディ・ウィテカーの後を継ぎ、『ドクター・フー』の主人公ドクター役に就任することが報道された。ガトゥは2月にキャスティングされ、シリーズ史上初めて主演を務めるアフリカ系俳優になり、また4人目のスコットランド人俳優にもなる。彼は2022年10月にスペシャルシリーズの最終話に出演すると予想されていたが、13代目ドクターの最終エピソード "The Power of the Doctor" (en) で、公式にはガトゥが15代目であり、14代目ドクターはデイヴィッド・テナントが演じることが明かされた。

## 出演作品

### 映画
| 年   | タイトル                                                   | 役       | 注記 |
| ---- | ---------------------------------------------------------- | -------- | ---- |
| 2019 | Horrible Histories: The Movie – Rotten Romans              | Timidius |      |
| 2021 | 『愛しい人から最後の手紙』 The Last Letter from Your Lover | Nick     |      |
| 2023 | 『バービー』 Barbie                                        | ケン     |      |

### テレビ
| 年        | タイトル                                     | 役                     | 注記               |
| --------- | -------------------------------------------- | ---------------------- | ------------------ |
| 2014      | Bob Servant                                  | Male Customer          | 1エピソード        |
| 2015      | Stonemouth                                   | Dougie                 | 2エピソード        |
| 2019–2023 | 『セックス・エデュケーション』 Sex Education | エリック・エフィング   | メイン             |
| TBA       | Masters of the Air                           | 2cd Lt. Robert Daniels | 未公開ミニシリーズ |
| 2023-     | 『ドクター・フー』 Doctor Who                | 15代目ドクター         | メイン             |